# Ambulyx angustifasciata
Ambulyx angustifasciata är en fjärilsart som beskrevs av Okano 1959. Ambulyx angustifasciata ingår i släktet Ambulyx och familjen svärmare. Inga underarter finns listade i Catalogue of Life.